# Hugh McCracken
Hugh McCracken (31. března 1942 – 28. března 2013) byl americký kytarista. Pocházel z hudební rodiny, jeho otec vedl o víkendech taneční kapelu, zatímco matka pracovala v nočním klubu. V polovině šedesátých letech hrál pod pseudonymem Mack Pierce v kapele The Funatics. Později pracoval převážně jako studiový hudebník. Hrál s mnoha hudebníky, mezi něž patří Laura Nyro, Garland Jeffreys, Paul McCartney, John Lennon, B. B. King a další. Kromě kytary hrál také na foukací harmoniku. Zemřel na leukemii na Manhattanu ve věku 70 let.